# Stawellia gymnocephala
Stawellia gymnocephala là một loài thực vật có hoa trong họ Thích diệp thụ. Loài này được Diels miêu tả khoa học đầu tiên năm 1904.